# 장소진
장소진(張昭眞, 1996년 11월 21일~)은 대한민국의 배우이다. 과거 걸 그룹 구구단의 일원으로 활동했다.

## 학력
- 염주초등학교(졸업)
- 정신여자중학교(졸업)
- 영동일고등학교(졸업)
- 백석예술대학교 실용음악과(재학)

## 포지션
구구단 안에서 2단을 맡고 있다. "소이"라는 이름을 따서 만들었다.

## 음반

### 솔로
- 봄비 (Duet With 소이 Of 구구단) : 2017년 4월 4일 정오 브라운 아이드 소울 영준과 소이의 콜라보레이션 '봄비'를 공개했다.[3]

## 활동
소이는 어깨부상으로  《Act.3 Chococo Factory》 컴백 활동에 불참했다. 데뷔 전부터 어깨 통증을 앓아오다 최근 컴백 활동을 준비하던 중 무리가 오면서 심한 통증을 호소하면서 불참하게 됐다.
2018년 1월 31일 구구단의 두 번째 싱글 앨범 《Act.4 Cait Sith>> 활동에 참여했다.